# 제이딘 웡

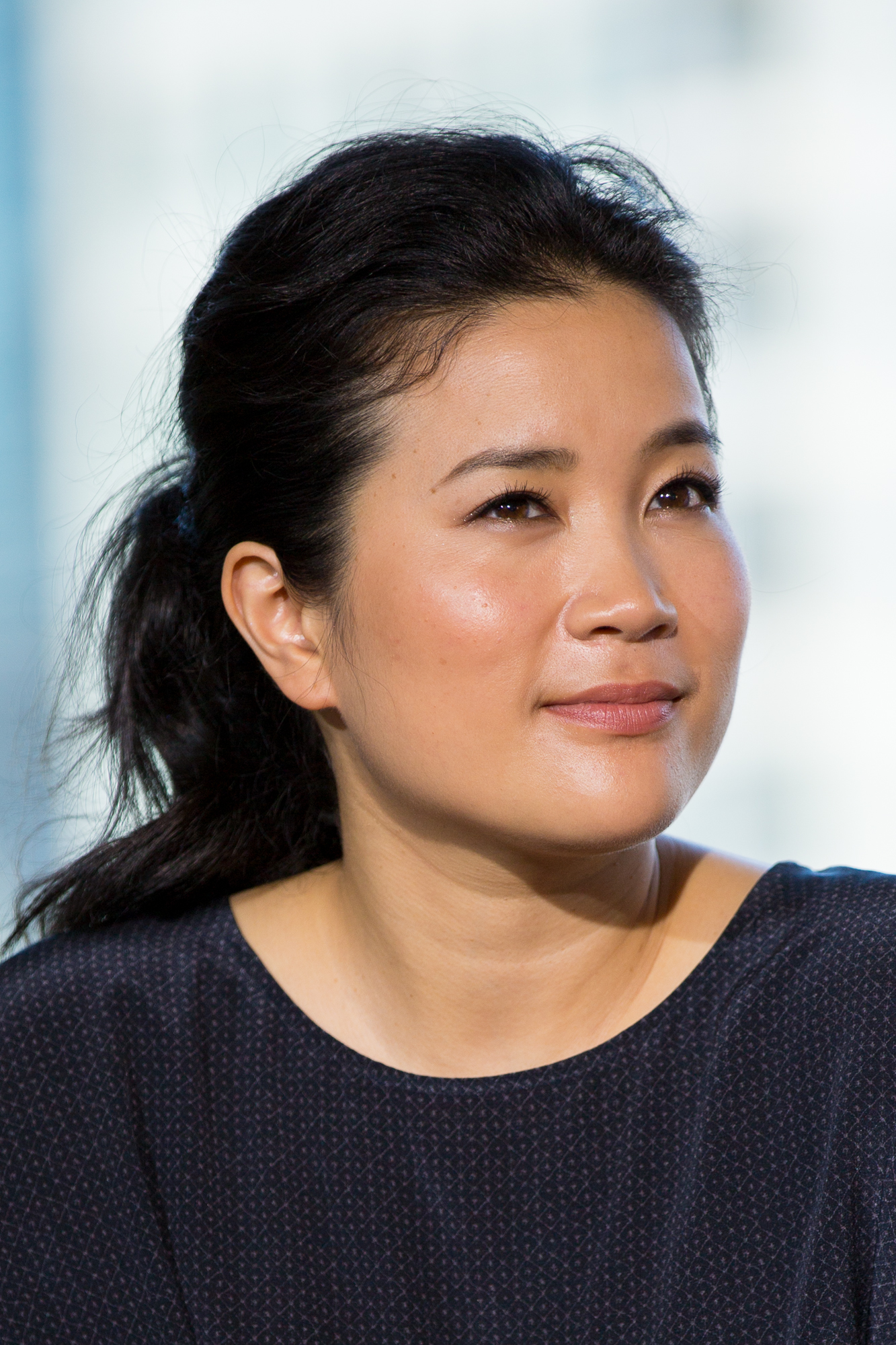

제이딘 웡(Jadyn Wong, 1989년 5월 11일 ~ )은 캐나다의 영화배우, 배우이다.
메디신햇에서 태어났다.

## 방송
- 스콜피온 시즌4
- 스콜피온 시즌3
- 스콜피온 시즌2
- 스콜피온

## 영화
- 유아 킬링 미 수산나 (2016년)
- 스콜피온 (2014년)
- 디버그: 슈퍼컴퓨터 VS 천재해커 (2014년)
- 코스모폴리스 (2012년) - 캐시 리 역
- 스페이스 버디즈 (2009년)
- 브로큰 트레일 (2006년)